# Pandémie de Covid-19 en Iran
Cette page contient des caractères spéciaux ou non latins. S’ils s’affichent mal (▯, ?, etc.), consultez la page d’aide Unicode.
- 500 à 999 cas
- 1000 à 9999 cas
- > 10000 cas

La pandémie de Covid-19 en Iran a été officiellement admise le 19 février 2020,. Bien que des cas précédemment suspectés de coronavirus aient été signalés en Iran, tous ont été rejetés par le ministère iranien de la Santé,,,,,,.
Au 30 octobre 2022, les chiffres étaient respectivement de 7 557 364 cas confirmés, dont 144 571 décès et 7 331 595 soignés.
Ce bilan serait largement sous-évalué, de l'aveu même de nombreux hauts responsables iraniens. De nombreux virologues mondiaux, dont des spécialistes de l'institut Johns-Hopkins, estimaient à la mi-août 2021 que le nombre des décès du Covid-19 en Iran serait d'environ 220 000 morts et d'environ 10 000 000 soignés, correspondant à 0,2 à 0,3 % de morts dues au Covid-19 en 2020-2021 en Iran, un chiffre presque comparable par exemple à celui de la Hongrie, qui affiche 0,3 % sur la même période ou aux États-Unis à la mi-septembre 2021, qui déclaraient 0,2 %. Les estimations de l'OMS estiment que la pandémie de Covid-19 aurait fait entre deux et trois fois plus de morts que les chiffres officiels cités, soit, dans le monde, entre 10 et 15 millions de morts ou 0,2 % à 0,3 % de la population mondiale, en 2020-2021.

## Secret et déni du gouvernement iranien

Nombre de cas déclarés et morts (échelle logarithmique).

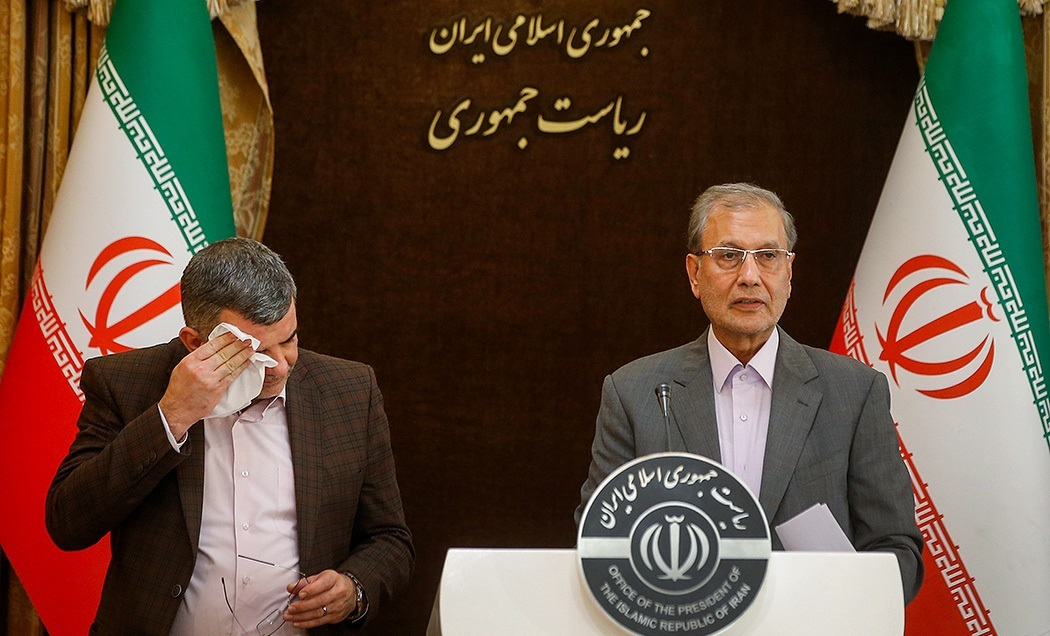
Une conférence de presse d'Iraj Harirchi, vice-ministre de la Santé, et Ali Rabiei, porte-parole du gouvernement. Harirchi est touché par la maladie.

Alors que le premier cas avait été annoncé le 19 février et qu'ils avaient précédemment été avertis de l'entrée du coronavirus en Iran, les responsables gouvernementaux ont longuement nié la présence de la maladie en Iran,. Certaines personnes pensent que ces démentis étaient liés à une volonté de garder la crise du coronavirus secrète avant les élections . Cependant, les autorités iraniennes ont nié cette allégation. Avant l'annonce officielle de cinq cas de maladie à coronavirus et de la mort de deux personnes à Qom, les autorités de la République islamique n'ont pas fourni de statistiques spécifiques sur les cas suspects de maladie à coronavirus en Iran, affirmant qu'il n'y avait pas de maladie à coronavirus en Iran.
Le jeudi 12 mars, le Washington Post publie un ensemble de photos satellites montrant des agrandissements dans un cimetière de Qom et une activité importante dans ceux-ci depuis le début de la pandémie.
Origine et diffusion : S'il est attesté que l'épidémie a commencé dans la ville sainte de Qom, l'origine exacte de la maladie en Iran n'est pas connue avec certitude. Il est possible qu'elle provienne de l'emploi des avions de la compagnie d'aviation iranienne pour rapatrier les ressortissants proche-orientaux de Chine. Les officiels iraniens évoquent l'hypothèse d'un homme d'affaires de Qom de retour de Chine. L'une des premières victimes du virus est le frère d'un médecin de Qom ,le Dr Mawlai, qui a déclaré qu'après une semaine d'insistance, son frère a subi un test au coronavirus et que sa mort est survenue après que son test a été confirmé positif. Des dizaines d'autres personnes sont mortes avec les mêmes symptômes, alors qu'elles n'avaient pas été testées et que leur décès a été enregistré en mentionnant une autre cause de décès. Le frère du Dr Mawlai n'a pas voyagé à l'étranger et est demeuré à Qom.
Deux patients atteints de coronavirus signalés par le ministère de la Santé à Qom étaient des personnes âgées de deux régions distinctes de Qom et n'avaient pas voyagé à l'étranger.
Selon le Washington Post, de nombreux dignitaires du régime ont été affectés d'une part parce qu'ils sont nombreux à entretenir des liens avec la ville sainte de Qom, d'autre part parce que les pratiques de salutation avec triple accolade favorisent la dissémination du virus.
Des chercheurs de l’université de technologie de Sharif, à Téhéran, estiment que l'épidémie pourrait faire 3,5 millions de morts si l’Iran ne parvient à la maîtriser d’ici à la fin mai.
En mars 2020, de nombreuses sources contestent fortement les chiffres officiels annoncés par le gouvernement iranien,,,. Le nombre de 8 800 morts évoqué par le Conseil national de la résistance iranienne n'est cependant pas établi selon l'Agence France-Presse et Ouest-France. Pour Thierry Coville, spécialiste du monde iranien : « En Iran, certains universitaires ont des estimations beaucoup plus élevées que les données officielles, mais il faut faire très attention ». Selon Rick Brennan directeur des situations d’urgence à l’Organisation mondiale de la santé, le nombre de 80 000 cas positifs aurait été dépassé. Certains officiels questionnent également les chiffres officiels. Gholamali Jafarzadeh, député de Racht, a ainsi déclaré : « Je ne veux pas provoquer de panique, mais je dois être franc et dire que de nombreuses personnes présentant des symptômes de corona sont décédées dans notre province sans être incluses dans les statistiques, puisqu’elles n’ont pas subi de test ».
À la date du 17 Juin 2021, si le régime Iranien déclare 82 480 morts officiels depuis les débuts de la pandémie en 2020, de nombreux experts estiment que le pays a dépassé en réalité les 200 000 morts, soit environ 0,25 % de la population du pays, un bilan qui ressemble à celui de nombreux pays Européens, ou à d'autres pays très touchés par la pandémie. Par exemple, la mortalité réelle du Covid 19 en Iran est similaire à celle de la Belgique, qui affiche 0,25 % de mortalité des suites du Covid 19.

## Sanctions contre l'Iran et relations avec les États-Unis
Les sanctions contre l'Iran le privent d'accès aux marchés financiers, l'empêchant d'acheter du matériel nécessaire,. Si ces sanctions ne concernent normalement pas les médicaments et l'équipement médical, elles en rendent néanmoins difficile l'importation, selon l'ONU : « Les systèmes de dérogation sont inefficaces, et très lents aussi. L'Iran, pour parler d'un pays qui est en crise actuellement au niveau de la Covid-19, manque cruellement de tout équipement. Les médecins et les soignants iraniens protègent non seulement les Iraniens mais aussi les pays limitrophes, et nous tous aussi », souligne Ruth Marshall, du Haut-Commissariat des Nations unies aux droits de l'Homme.
L'Iran demande aux États-Unis d’alléger les sanctions afin de pouvoir se défendre contre l'épidémie, ce que refusent ces derniers. La Chine a également demandé à Washington d'accepter un geste humanitaire envers l'Iran. Le 23 mars 2020, le président de la république Hassan Rohani demande au président des États-Unis Donald Trump de lever les sanctions afin de permettre à l'Iran de lutter contre la maladie.
L'Allemagne, la France et le Royaume-Uni annoncent le 2 mars livrer du matériel médical à l'Iran. Une aide toutefois essentiellement symbolique, ces pays devant eux-mêmes faire face à l'épidémie. La Chine envoie en revanche une aide importante, y compris du personnel. Le président chinois Xi Jinping déclare le 14 mars que la Chine continuera de fournir une assistance dans la mesure de ses capacités pour soutenir la lutte de l’Iran contre l’épidémie de Covid-19.
Le 22 mars, le guide de la Révolution Ali Khamenei refuse toute aide américaine, et qualifie les dirigeants américains de « charlatans et menteurs ». Il laisse également entendre que les États-Unis auraient créé ce virus. Le président Rouhani tient des déclarations semblables au sujet de l'éventualité d'une aide américaine, affirmant que si les États-Unis veulent vraiment aider l’Iran à lutter contre le coronavirus, ils devraient lever les sanctions contre le pays, y compris l’interdiction d’importer des fournitures médicales : « Ceux qui ont fait les choses les plus vicieuses contre la nation iranienne ces deux dernières années apparaissent [maintenant] parés du masque de la sympathie ».
Mike Pompeo, le ministre américain des Affaires étrangères, a également multiplié les attaques contre l'Iran. Dans plusieurs messages publiés sur les réseaux sociaux, il a accusé la compagnie aérienne Mahan Airlines – « principale compagnie aérienne terroriste d’Iran » – d’avoir propagé le virus par ses liaisons avec la Chine ou encore dénoncé « l’Iran, qui demande plus d’argent. Souvenez-vous, depuis 2012, le régime a envoyé 16 milliards de dollars à ses organisations terroristes au Moyen-Orient ». Au contraire, plusieurs élus démocrates, dont Bernie Sanders et Ilhan Omar, ont demandé la levée des sanctions.
Certains responsables de l’administration Trump font pression pour une guerre plus large contre les forces soutenues par l'Iran en Irak. Le New York Times relève dans un article du 27 mars : « le Pentagone a ordonné aux commandants militaires de planifier une escalade du combat américain en Irak, en publiant la semaine dernière une directive visant à préparer une campagne de destruction d’une milice soutenue par l’Iran qui a menacé de nouvelles attaques contre les troupes américaines. Mais le commandant US en Irak a averti qu’une telle campagne pourrait être sanglante et contre-productive et risquerait de provoquer une guerre avec l’Iran. [...] Certains hauts fonctionnaires, dont le secrétaire d’État Mike Pompeo et Robert C. O'Brien, le conseiller à la sécurité nationale, ont fait pression pour une nouvelle action agressive contre l’Iran et ses forces mandataires - et voient une opportunité d’essayer de détruire les milices soutenues par l’Iran en Irak, alors que les dirigeants iraniens sont distraits par la crise pandémique dans leur pays. »

## Épidémie
| Cas de Covid-19 en Iran (augmentation journalière en %)                                                                      | Cas de Covid-19 en Iran (augmentation journalière en %) | Cas de Covid-19 en Iran (augmentation journalière en %) | Cas de Covid-19 en Iran (augmentation journalière en %) | Cas de Covid-19 en Iran (augmentation journalière en %) |
| --- | ------------------------------------------------------- | ------------------------------------------------------- | ------------------------------------------------------- | ------------------------------------------------------- |
| Date |                                                         |                                                         | Nombre de cas                                           |                                                         |
| 19 février 2020 | 2†                                                      |                                                         | 2 (=)                                                   | 2 (=)                                                   |
| 20 février 2020 | 2†                                                      |                                                         | 5 (+150%)                                               | 5 (+150%)                                               |
| 21 février 2020 | 4†                                                      |                                                         | 18 (+260%)                                              | 18 (+260%)                                              |
| 22 février 2020 | 6†                                                      |                                                         | 28 (+56%)                                               | 28 (+56%)                                               |
| 23 février 2020 | 8†                                                      |                                                         | 43 (+54%)                                               | 43 (+54%)                                               |
| 24 février 2020 | 12†                                                     |                                                         | 61 (+42%)                                               | 61 (+42%)                                               |
| 25 février 2020 | 16†                                                     |                                                         | 95 (+56%)                                               | 95 (+56%)                                               |
| 26 février 2020 | 19†                                                     |                                                         | 139 (+46%)                                              | 139 (+46%)                                              |
| 27 février 2020 | 26†                                                     |                                                         | 245 (+76%)                                              | 245 (+76%)                                              |
| 28 février 2020 | 34†                                                     |                                                         | 388 (+58%)                                              | 388 (+58%)                                              |
| 29 février 2020 | 43†                                                     |                                                         | 593 (+53%)                                              | 593 (+53%)                                              |
| 1er mars 2020 | 54†                                                     |                                                         | 978 (+65%)                                              | 978 (+65%)                                              |
| 2 mars 2020 | 66†                                                     |                                                         | 1 501 (+53%)                                            | 1 501 (+53%)                                            |
| 3 mars 2020 | 77†                                                     |                                                         | 2 336 (+56%)                                            | 2 336 (+56%)                                            |
| 4 mars 2020 | 92†                                                     |                                                         | 2 922 (+25%)                                            | 2 922 (+25%)                                            |
| 5 mars 2020 | 107†                                                    |                                                         | 3 513 (+20%)                                            | 3 513 (+20%)                                            |
| 6 mars 2020 | 124†                                                    |                                                         | 4 747 (+35%)                                            | 4 747 (+35%)                                            |
| 7 mars 2020 | 145†                                                    |                                                         | 5 823 (+23%)                                            | 5 823 (+23%)                                            |
| 8 mars 2020 | 194†                                                    |                                                         | 6 566 (+13%)                                            | 6 566 (+13%)                                            |
| 9 mars 2020 | 237†                                                    |                                                         | 7 161 (+9%)                                             | 7 161 (+9%)                                             |
| 10 mars 2020 | 291†                                                    |                                                         | 8 042 (+12%)                                            | 8 042 (+12%)                                            |
| 11 mars 2020 | 354†                                                    |                                                         | 9 000 (+12%)                                            | 9 000 (+12%)                                            |
| 12 mars 2020 | 429†                                                    |                                                         | 10 075 (+10%)                                           | 10 075 (+10%)                                           |
| 13 mars 2020 | 514†                                                    |                                                         | 11 364 (+13%)                                           | 11 364 (+13%)                                           |
| 14 mars 2020 | 611†                                                    |                                                         | 12 729 (+12%)                                           | 12 729 (+12%)                                           |
| 15 mars 2020 | 724†                                                    |                                                         | 13 938 (+9%)                                            | 13 938 (+9%)                                            |
| 16 mars 2020 | 835†                                                    |                                                         | 14 991 (+8%)                                            | 14 991 (+8%)                                            |
| 17 mars 2020 | 988†                                                    |                                                         | 16 169 (+8%)                                            | 16 169 (+8%)                                            |
| 18 mars 2020 | 1 135†                                                  |                                                         | 17 361 (+7%)                                            | 17 361 (+7%)                                            |
| 19 mars 2020 | 1 284†                                                  |                                                         | 18 407 (+6%)                                            | 18 407 (+6%)                                            |
| 20 mars 2020 | 1 433†                                                  |                                                         | 19 644 (+7%)                                            | 19 644 (+7%)                                            |
| 21 mars 2020 | 1 556†                                                  |                                                         | 20 610 (+5%)                                            | 20 610 (+5%)                                            |
| 22 mars 2020 | 1 685†                                                  |                                                         | 21 638 (+5%)                                            | 21 638 (+5%)                                            |
| 23 mars 2020 | 1 812†                                                  |                                                         | 23 049 (+7%)                                            | 23 049 (+7%)                                            |
| 24 mars 2020 | 1 934†                                                  |                                                         | 24 811 (+8%)                                            | 24 811 (+8%)                                            |
| 25 mars 2020 | 2 077†                                                  |                                                         | 27 077 (+9%)                                            | 27 077 (+9%)                                            |
| 26 mars 2020 | 2 234†                                                  |                                                         | 29 406 (+9%)                                            | 29 406 (+9%)                                            |
| 27 mars 2020 | 2 378†                                                  |                                                         | 32 332 (+10%)                                           | 32 332 (+10%)                                           |
| 28 mars 2020 | 2 517†                                                  |                                                         | 35 408 (+10%)                                           | 35 408 (+10%)                                           |
| 29 mars 2020 | 2 640†                                                  |                                                         | 38 309 (+8%)                                            | 38 309 (+8%)                                            |
| 30 mars 2020 | 2 757†                                                  |                                                         | 41 495 (+8%)                                            | 41 495 (+8%)                                            |
| 31 mars 2020 | 2 898†                                                  |                                                         | 44 606 (+7%)                                            | 44 606 (+7%)                                            |
| 1er avril 2020 | 3 036†                                                  |                                                         | 47 593 (+7%)                                            | 47 593 (+7%)                                            |
| 2 avril 2020 | 3 160†                                                  |                                                         | 50 468 (+6%)                                            | 50 468 (+6%)                                            |
| 3 avril 2020 | 3 294†                                                  |                                                         | 53 183 (+5%)                                            | 53 183 (+5%)                                            |
| 4 avril 2020 | 3 452†                                                  |                                                         | 55 743 (+5%)                                            | 55 743 (+5%)                                            |
| 5 avril 2020 | 3 603†                                                  |                                                         | 58 226 (+4%)                                            | 58 226 (+4%)                                            |
| 6 avril 2020 | 3 739†                                                  |                                                         | 60 500 (+4%)                                            | 60 500 (+4%)                                            |
| 7 avril 2020 | 3 872†                                                  |                                                         | 62 589 (+4%)                                            | 62 589 (+4%)                                            |
| 8 avril 2020 | 3 993†                                                  |                                                         | 64 586 (+3%)                                            | 64 586 (+3%)                                            |
| 9 avril 2020 | 4 110†                                                  |                                                         | 66 220 (+3%)                                            | 66 220 (+3%)                                            |
| 10 avril 2020 | 4 232†                                                  |                                                         | 68 192 (+3%)                                            | 68 192 (+3%)                                            |
| 11 avril 2020 | 4 357†                                                  |                                                         | 70 029 (+3%)                                            | 70 029 (+3%)                                            |
| 12 avril 2020 | 4 474†                                                  |                                                         | 71 686 (+2%)                                            | 71 686 (+2%)                                            |
| 13 avril 2020 | 4 585†                                                  |                                                         | 73 303 (+2%)                                            | 73 303 (+2%)                                            |
| 14 avril 2020 | 4 683†                                                  |                                                         | 74 877 (+2%)                                            | 74 877 (+2%)                                            |
| 15 avril 2020 | 4 777†                                                  |                                                         | 76 389 (+2%)                                            | 76 389 (+2%)                                            |
| 16 avril 2020 | 4 869†                                                  |                                                         | 77 995 (+2%)                                            | 77 995 (+2%)                                            |
| 17 avril 2020 | 4 958†                                                  |                                                         | 79 494 (+2%)                                            | 79 494 (+2%)                                            |
| 18 avril 2020 | 5 031†                                                  |                                                         | 80 868 (+2%)                                            | 80 868 (+2%)                                            |
| 19 avril 2020 | 5 118†                                                  |                                                         | 82 211 (+2%)                                            | 82 211 (+2%)                                            |
| 20 avril 2020 | 5 209†                                                  |                                                         | 83 505 (+2%)                                            | 83 505 (+2%)                                            |
| 21 avril 2020 | 5 297†                                                  |                                                         | 84 802 (+2%)                                            | 84 802 (+2%)                                            |
| 22 avril 2020 | 5 391†                                                  |                                                         | 85 996 (+1%)                                            | 85 996 (+1%)                                            |
| 23 avril 2020 | 5 481†                                                  |                                                         | 87 026 (+1%)                                            | 87 026 (+1%)                                            |
| 24 avril 2020 | 5 574†                                                  |                                                         | 88 194 (+1%)                                            | 88 194 (+1%)                                            |
| 25 avril 2020 | 5 650†                                                  |                                                         | 89 328 (+1%)                                            | 89 328 (+1%)                                            |
| 26 avril 2020 | 5 710†                                                  |                                                         | 90 481 (+1%)                                            | 90 481 (+1%)                                            |
| 27 avril 2020 | 5 806†                                                  |                                                         | 91 472 (+1%)                                            | 91 472 (+1%)                                            |
| 28 avril 2020 | 5 877†                                                  |                                                         | 92 584 (+1%)                                            | 92 584 (+1%)                                            |
| 29 avril 2020 | 5 957†                                                  |                                                         | 93 657 (+1%)                                            | 93 657 (+1%)                                            |
| 30 avril 2020 | 6 028†                                                  |                                                         | 94 640 (+1%)                                            | 94 640 (+1%)                                            |
| 1er mai 2020 | 6 091†                                                  |                                                         | 95 646 (+1%)                                            | 95 646 (+1%)                                            |
| 2 mai 2020 | 6 156†                                                  |                                                         | 96 448 (+1%)                                            | 96 448 (+1%)                                            |
| 3 mai 2020 | 6 203†                                                  |                                                         | 97 424 (+1%)                                            | 97 424 (+1%)                                            |
| 4 mai 2020 | 6 277†                                                  |                                                         | 98 647 (+1%)                                            | 98 647 (+1%)                                            |
| 5 mai 2020 | 6 340†                                                  |                                                         | 99 970 (+1%)                                            | 99 970 (+1%)                                            |
| 6 mai 2020 | 6 418†                                                  |                                                         | 101 650 (+2%)                                           | 101 650 (+2%)                                           |
| 7 mai 2020 | 6 486†                                                  |                                                         | 103 135 (+1%)                                           | 103 135 (+1%)                                           |
| 8 mai 2020 | 6 541†                                                  |                                                         | 104 691 (+2%)                                           | 104 691 (+2%)                                           |
| - Sources : ? * Nombre total de cas : morts, guéris et malades ; augmentation journalière en pourcentage. † Nombre de morts. |                                                         |                                                         |                                                         |                                                         |

Le 25 février, Ali Rabiei, porte parole du gouvernement iranien et Iraj Harirchi vice-ministre de la Santé annoncent que plus de 90 personnes sont atteintes du coronavirus.
Le lendemain, Iraj Harirchi et le parlementaire Mahmoud Sadégui annoncent avoir été testés positifs au coronavirus,.
Le 27 février, selon le ministère de la Santé relayé par la télévision nationale Al-Alam, 245 cas sont enregistrés en Iran avec 26 morts : la vice-présidence de l'Iran chargée des Femmes et des Affaires familiales, Masoumeh Ebtekar est testée positive au coronavirus tandis que Hadi Khosroshahi (81 ans), un ancien ambassadeur iranien au Vatican en décède.
Le 28 février, Mohammad Ali Ramdani Destak (fa) (56 ans), député au Madjles et vétéran de la guerre contre l'Irak, meurt de la COVID-19 à Astaneh-ye Achrafiyeh une semaine après sa réélection.
Le 1er mars, le colonel Reza Khazeni-Rad, responsable de la formation des Gardiens de la révolution à Qom, décède de la COVID-19.
Le 2 mars, Mohammad Mirmohammadi (71 ans), membre du Conseil de discernement et haut conseiller du guide suprême iranien Ali Khamenei, décède à l'hôpital Masih Daneshvari (fa) de Téhéran après avoir contracté le nouveau coronavirus.
Le 3 mars, le second vice-président du Madjles, Abdolreza Mesri (en), annonce que 23 députés (presque un dixième de la législature) ont été testés positifs au coronavirus. Ce même jour, Mohammad Haj Abolghasemi, responsable du Basij à Téhéran et Ramezan Pourghasem, ancien chef du contre-espionnage des forces terrestres, du Corps des Gardiens de la révolution succombent à la maladie.
Le 5 mars, le diplomate Hossein Sheikholeslam (67 ans), ayant occupé les fonctions de conseiller du ministre des affaires étrangères Mohammad Djavad Zarif, d'ambassadeur d'Iran en Syrie (1998-2003) et d'interprète pendant la crise des otages américains (1979-1981), décède de la COVID-19 à l'hôpital Masih Daneshvari de Téhéran. Le même jour, Ali Khalafi, chef adjoint du pouvoir judiciaire, est également emporté par la maladie. Fariborz Rais Dana, figure de l'opposition de gauche et professeur d’économie, succombe également.
Le 12 mars, Tasnim News Agency annonce qu'Ali Akbar Velayati, proche conseiller du guide suprême, candidat à l'élection présidentielle de 2013 et ancien ministre des affaires étrangères (1981-1997), a été infecté par le SARS-CoV-2 après avoir été en contact avec des patients de l’hôpital Masih Daneshvari, dont il est le directeur. Le même jour, le ministre de la santé annonce que 10 000 sont contaminées par le virus et compte 429 décès.
Afin de célébrer Norouz, le nouvel an iranien, qui a lieu le 20 mars, trois millions de personnes ont quitté les treize provinces les plus touchées par la maladie par voie routière depuis le 17 mars, selon le Croissant-Rouge iranien, malgré les appels des autorités à ne pas voyager.
Le président Hassan Rohani annonce alors la mise en œuvre de « nouvelles restrictions », « difficiles pour les gens ». Les liaisons entre les villes seront interdites. Iran Mall, le plus grand centre commercial du pays, dans l’ouest de la capitale Téhéran, est en train d’être converti en un « centre de santé » qui devrait pouvoir accueillir jusqu’à 3 000 malades. Le gouvernement libère plus de 90 000 prisonniers, seuls ceux condamnés à des peines supérieures à dix ans restant incarcérés.
Selon la journaliste Marmar Kabir « Même si la maladie touche tout le monde sans distinction sociale, ses conséquences sont beaucoup plus dures pour les couches défavorisées. Respecter les recommandations d’hygiène contre le virus est évidemment plus difficile pour les personnes ayant du mal à joindre les deux bouts et qui continuent à travailler à la sauvette malgré le confinement recommandé, comme ces milliers de livreurs ravitaillant ceux qui les paient afin de ne plus sortir de chez eux. Chaque jour des spéculateurs sont arrêtés. »
Entre 8 et le 21 mars, alors que le système de santé est de moins en moins en mesure de faire face à l'afflux des personnes malades, le taux de décès par rapport aux cas diagnostiqués a presque triplé, passant de 2,5 % à 7,3 %. Habituellement, les structures sanitaires iraniennes et les professionnels de santé ont un bon niveau. La situation a cependant changé depuis le durcissement des sanctions. « Si vous enlevez à un pays 40 % de ses recettes budgétaires en l’empêchant d’exporter son pétrole et son gaz, il est évident que l’efficacité de son système de santé en sera affectée », résume le 13 mars l’économiste Thierry Coville dans La Croix.
| Date             | Nouveaux cas | Cas (total) | Nouveaux décès | Décès (total) |
| ---------------- | ------------ | ----------- | -------------- | ------------- |
| 19 février 2020  | 2            | 2           | 2              | 2             |
| 20 février 2020  | 3            | 5           | 0              | 2             |
| 21 février 2020  | 13           | 18          | 2              | 4             |
| 22 février 2020  | 10           | 28          | 2              | 6             |
| 23 février 2020  | 14           | 43          | 2              | 8             |
| 24 février 2020  | 18           | 61          | 4              | 12            |
| 25 février 2020  | 34           | 95          | 4              | 16            |
| 26 février 2020  | 44           | 139         | 3              | 19            |
| 27 février 2020  | 106          | 245         | 7              | 26            |
| 28 février 2020  | 143          | 388         | 8              | 34            |
| 29 février 2020  | 205          | 593         | 9              | 43            |
| 1er mars 2020    | 385          | 978         | 11             | 54            |
| 2 mars 2020      | 523          | 1 501       | 12             | 66            |
| 3 mars 2020      | 835          | 2 336       | 11             | 77            |
| 4 mars 2020      | 586          | 2 922       | 15             | 92            |
| 5 mars 2020      | 591          | 3 513       | 15             | 107           |
| 6 mars 2020      | 1 234        | 4 747       | 17             | 124           |
| 7 mars 2020      | 1 076        | 5 823       | 21             | 145           |
| 8 mars 2020      | 743          | 6 566       | 49             | 194           |
| 9 mars 2020      | 595          | 7 161       | 43             | 237           |
| 10 mars 2020     | 881          | 8 042       | 54             | 291           |
| 11 mars 2020     | 958          | 9 000       | 63             | 354           |
| 12 mars 2020     | 1 075        | 10 075      | 75             | 429           |
| 13 mars 2020     | 1 289        | 11 364      | 85             | 514           |
| 14 mars 2020     | 1 365        | 12 729      | 97             | 611           |
| 15 mars 2020     | 1 209        | 13 938      | 113            | 724           |
| 16 mars 2020     | 1 053        | 14 991      | 129            | 853           |
| 17 mars 2020     | 1 178        | 16 169      | 135            | 988           |
| 18 mars 2020     | 1 192        | 17 361      | 147            | 1 135         |
| 19 mars 2020     | 1 046        | 18 407      | 149            | 1 284         |
| 20 mars 2020     | 1 237        | 19 644      | 149            | 1 433         |
| 21 mars 2020     | 966          | 20 610      | 123            | 1 556         |
| 22 mars 2020     | 1 028        | 21 638      | 129            | 1 685         |
| 23 mars 2020     | 1 411        | 23 049      | 127            | 1 812         |
| 24 mars 2020     | 1 762        | 24 811      | 123            | 1 934         |
| 25 mars 2020     | 2 206        | 27 017      | 143            | 2 077         |
| 26 mars 2020     | 2 389        | 29 406      | 157            | 2 234         |
| 27 mars 2020     | 2 926        | 32 332      | 144            | 2 378         |
| 28 mars 2020     | 3 076        | 35 408      | 139            | 2 517         |
| 29 mars 2020     | 2 901        | 38 309      | 123            | 2 640         |
| 30 mars 2020     | 3 186        | 41 495      | 117            | 2 757         |
| 31 mars 2020     | 3 111        | 44 606      | 141            | 2 898         |
| 1er avril 2020   | 2 987        | 47 593      | 138            | 3 036         |
| 2 avril 2020     | 2 875        | 50 468      | 124            | 3 160         |
| 3 avril 2020     | 2 715        | 53 183      | 134            | 3 294         |
| 4 avril 2020     | 2 560        | 55 743      | 158            | 3 452         |
| 5 avril 2020     | 2 483        | 58 226      | 151            | 3 603         |
| 6 avril 2020     | 2 274        | 60 500      | 136            | 3 739         |
| 7 avril 2020     | 2 089        | 62 589      | 133            | 3 872         |
| 8 avril 2020     | 1 997        | 64 586      | 121            | 3 993         |
| 9 avril 2020     | 1 634        | 66 220      | 117            | 4 110         |
| 10 avril 2020    | 1 972        | 68 192      | 121            | 4 232         |
| 11 avril 2020    | 1 837        | 70 029      | 125            | 4 357         |
| 12 avril 2020    | 1 657        | 71 686      | 117            | 4 474         |
| 13 avril 2020    | 1 617        | 73 303      | 111            | 4 585         |
| 14 avril 2020    | 1 574        | 74 877      | 98             | 4 683         |
| 15 avril 2020    | 1 512        | 76 389      | 94             | 4 777         |
| 16 avril 2020    | 1 606        | 77 995      | 92             | 4 869         |
| 17 avril 2020    | 1 499        | 79 494      | 89             | 4 958         |
| 18 avril 2020    | 1 374        | 80 868      | 73             | 5 031         |
| 19 avril 2020    | 1 343        | 82 211      | 87             | 5 118         |
| 20 avril 2020    | 1 294        | 83 505      | 91             | 5 209         |
| 21 avril 2020    | 1 297        | 84 802      | 88             | 5 297         |
| 22 avril 2020    | 1 194        | 85 996      | 94             | 5 391         |
| 23 avril 2020    | 1 030        | 87 026      | 90             | 5 481         |
| 24 avril 2020    | 1 168        | 88 194      | 93             | 5 574         |
| 25 avril 2020    | 1 134        | 89 328      | 76             | 5 650         |
| 26 avril 2020    | 1 153        | 90 481      | 60             | 5 710         |
| 27 avril 2020    | 991          | 91 472      | 96             | 5 806         |
| 28 avril 2020    | 1 112        | 92 584      | 71             | 5 877         |
| 29 avril 2020    | 1 073        | 93 657      | 80             | 5 957         |
| 30 avril 2020    | 983          | 94 640      | 71             | 6 028         |
| 1er mai 2020     | 1 006        | 95 646      | 63             | 6 091         |
| 2 mai 2020       | 802          | 96 448      | 65             | 6 156         |
| 3 mai 2020       | 976          | 97 424      | 47             | 6 203         |
| 4 mai 2020       | 1 223        | 98 647      | 74             | 6 277         |
| 5 mai 2020       | 1 323        | 99 970      | 63             | 6 340         |
| 6 mai 2020       | 1 680        | 101 650     | 78             | 6 418         |
| 7 mai 2020       | 1 485        | 103 135     | 68             | 6 486         |
| 8 mai 2020       | 1 556        | 104 691     | 55             | 6 541         |
| 9 mai 2020       | 1 529        | 106 220     | 48             | 6 589         |
| 10 mai 2020      | 1 383        | 107 603     | 51             | 6 640         |
| 11 mai 2020      | 1 683        | 109 286     | 45             | 6 685         |
| 12 mai 2020      | 1 481        | 110 767     | 48             | 6 733         |
| 13 mai 2020      | 1 958        | 112 725     | 50             | 6 783         |
| 14 mai 2020      | 1 808        | 114 533     | 71             | 6 854         |
| 15 mai 2020      | 2 102        | 116 635     | 48             | 6 902         |
| 16 mai 2020      | 1 757        | 118 392     | 35             | 6 937         |
| 17 mai 2020      | 1 806        | 120 198     | 51             | 6 988         |
| 18 mai 2020      | 2 294        | 122 492     | 69             | 7 057         |
| 19 mai 2020      | 2 111        | 124 603     | 62             | 7 119         |
| 20 mai 2020      | 2 346        | 126 949     | 64             | 7 183         |
| 21 mai 2020      | 2 392        | 129 341     | 66             | 7 249         |
| 22 mai 2020      | 2 311        | 131 652     | 51             | 7 300         |
| 23 mai 2020      | 1 869        | 133 521     | 59             | 7 359         |
| 24 mai 2020      | 2 180        | 135 701     | 58             | 7 417         |
| 25 mai 2020      | 2 023        | 137 724     | 34             | 7 451         |
| 26 mai 2020      | 1 787        | 139 511     | 57             | 7 508         |
| 27 mai 2020      | 2 080        | 141 591     | 56             | 7 564         |
| 28 mai 2020      | 2 258        | 143 849     | 63             | 7 627         |
| 29 mai 2020      | 2 819        | 146 668     | 50             | 7 677         |
| 30 mai 2020      | 2 282        | 148 950     | 57             | 7 734         |
| 31 mai 2020      | 2 516        | 151 466     | 63             | 7 797         |
| 1er juin 2020    | 2 979        | 154 445     | 81             | 7 878         |
| 2 juin 2020      | 3 117        | 157 562     | 64             | 7 942         |
| 3 juin 2020      | 3 134        | 160 696     | 70             | 8 012         |
| 4 juin 2020      | 3 574        | 164 270     | 59             | 8 071         |
| 5 juin 2020      | 2 886        | 167 156     | 63             | 8 134         |
| 6 juin 2020      | 2 269        | 169 425     | 75             | 8 209         |
| 7 juin 2020      | 2 364        | 171 789     | 72             | 8 281         |
| 8 juin 2020      | 2 043        | 173 832     | 70             | 8 351         |
| 9 juin 2020      | 2 095        | 175 927     | 74             | 8 425         |
| 10 juin 2020     | 2 011        | 177 938     | 81             | 8 506         |
| 11 juin 2020     | 2 238        | 180 156     | 78             | 8 584         |
| 12 juin 2020     | 2 369        | 182 545     | 75             | 8 659         |
| 13 juin 2020     | 2 430        | 184 955     | 71             | 8 730         |
| 14 juin 2020     | 2 472        | 187 427     | 107            | 8 837         |
| 15 juin 2020     | 2 449        | 189 876     | 113            | 8 950         |
| 16 juin 2020     | 2 563        | 192 439     | 115            | 9 065         |
| 17 juin 2020     | 2 612        | 195 051     | 120            | 9 185         |
| 18 juin 2020     | 2 596        | 197 647     | 87             | 9 272         |
| 19 juin 2020     | 2 615        | 200 262     | 120            | 9 392         |
| 20 juin 2020     | 2 322        | 202 584     | 115            | 9 507         |
| 21 juin 2020     | 2 368        | 204 952     | 116            | 9 623         |
| 22 juin 2020     | 2 573        | 207 525     | 119            | 9 742         |
| 23 juin 2020     | 2 445        | 209 970     | 121            | 9 863         |
| 24 juin 2020     | 2 531        | 212 501     | 133            | 9 996         |
| 25 juin 2020     | 2 595        | 215 096     | 115            | 10 130        |
| 26 juin 2020     | 2 628        | 217 724     | 109            | 10 239        |
| 27 juin 2020     | 2 456        | 220 180     | 125            | 10 364        |
| 28 juin 2020     | 2 489        | 222 669     | 144            | 10 508        |
| 29 juin 2020     | 2 536        | 225 205     | 162            | 10 670        |
| 30 juin 2020     | 2 457        | 227 662     | 147            | 10 817        |
| 1er juillet 2020 | 2 549        | 230 211     | 141            | 10 958        |
| 2 juillet 2020   | 2 652        | 232 863     | 148            | 11 106        |
| 3 juillet 2020   | 2 566        | 235 429     | 154            | 11 260        |
| 4 juillet 2020   | 2 449        | 237 878     | 148            | 11 408        |
| 5 juillet 2020   | 2 560        | 240 438     | 163            | 11 571        |
| 6 juillet 2020   | 2 613        | 243 051     | 160            | 11 731        |
| 7 juillet 2020   | 2 637        | 245 688     | 200            | 11 931        |
| 8 juillet 2020   | 2 691        | 248 379     | 153            | 12 084        |
| 9 juillet 2020   | 2 079        | 250 458     | 221            | 12 305        |
| 10 juillet 2020  | 2 262        | 252 720     | 142            | 12 447        |
| 11 juillet 2020  | 2 397        | 255 117     | 188            | 12 635        |
| 12 juillet 2020  | 2 186        | 257 303     | 194            | 12 829        |
| 13 juillet 2020  | 2 349        | 259 652     | 203            | 13 032        |
| 14 juillet 2020  | 2 521        | 262 173     | 179            | 13 211        |
| 15 juillet 2020  | 2 388        | 264 561     | 199            | 13 410        |
| 16 juillet 2020  | 2 500        | 267 061     | 198            | 13 608        |
| 17 juillet 2020  | 2 379        | 269 440     | 183            | 13 791        |
| 18 juillet 2020  | 2 166        | 271 606     | 188            | 13 979        |
| 19 juillet 2020  | 2 182        | 273 788     | 209            | 14 188        |
| 20 juillet 2020  | 2 414        | 276 202     | 217            | 14 405        |
| 21 juillet 2020  | 2 625        | 278 827     | 229            | 14 634        |
| 22 juillet 2020  | 2 586        | 281 413     | 219            | 14 853        |
| 23 juillet 2020  | 2 621        | 284 034     | 221            | 15 074        |
| 24 juillet 2020  | 2 489        | 286 523     | 215            | 15 289        |
| 25 juillet 2020  | 2 316        | 288 839     | 195            | 15 484        |
| 26 juillet 2020  | 2 333        | 291 172     | 216            | 15 700        |
| 27 juillet 2020  | 2 434        | 293 606     | 212            | 15 912        |
| 28 juillet 2020  | 2 667        | 296 273     | 235            | 16 147        |
| 29 juillet 2020  | 2 636        | 298 909     | 196            | 16 343        |

## Chiffres et statistiques

### Courbe épidémique du virus Covid-19 en Iran

Nombre de nouveaux cas (bleu) et nombre de décès (rouge) - lissage dégressif, coordonnées logarithmiques.

Cette courbe s'obtient soustrayant au nombre de cas confirmés d'infection au SARS-COV-2 le nombre de décès ainsi que le nombre de guérisons.
Pour des raisons techniques, il est temporairement impossible d'afficher le graphique qui aurait dû être présenté ici.

Nombre de nouveaux cas de COVID-19 recensés par jour en Iran
Cumul du nombre de cas : 298 909 (au 29 juillet) 
Pour des raisons techniques, il est temporairement impossible d'afficher le graphique qui aurait dû être présenté ici.